# Université Joseph Fourier
De Université Joseph Fourier was een onafhankelijke Franse universiteit gevestigd in Grenoble. Ze werd opgericht in 1970 als de Université Grenoble-I vanuit de faculteit wetenschappen, die hier reeds veel langer aanwezig was en nog opgericht werd in 1811 door Joseph Fourier. De naam Joseph Fourier werd gevoerd vanaf 1987.
De universiteit had onderzoek en opleidingen in wetenschappen, technologie en geneeskunde en telde ruim 18.000 studenten. De universiteit had aantrekkingskracht door en werkte nauw samen met een aantal onderzoekscentra in Grenoble waaronder deze van het Commissariat à l'énergie atomique et aux énergies alternatives en deze van het Centre national de la recherche scientifique en in Grenoble gevestigde instituten waaronder het Institut Laue-Langevin, de European Synchrotron Radiation Facility, het Institut de radioastronomie millimétrique en het European Molecular Biology Laboratory.
De universiteit ging bij decreet van 11 september 2015 door een fusie op in de université Grenoble-Alpes. Deze universiteit die ontstond op 1 januari 2016 verzamelde onderzoekers en studenten van de 4 universiteiten in de stad, de Université Joseph Fourier (Grenoble-I), de université Pierre-Mendès-France - Grenoble (Grenoble-II), de Université Stendhal (Grenoble-III) en het Institut polytechnique de Grenoble (Grenoble INP), en is daarnaast geassocieerd met de Université de Chambéry Savoie-Mont-Blanc, het Institut d'études politiques de Grenoble, de École nationale supérieure d'architecture de Grenoble en de Grenoble École de Management.
Bayreuth · 
Cantabria · 
Canterbury · 
Catania · 
Cluj-Napoca · 
Cyprus · 
Eindhoven · 
Gent · 
Giessen · 
Göteborg · 
Grenoble · 
Las Palmas de Gran Canaria · 
Le Havre · 
León · 
Luik · 
Malmö · 
Malta · 
Minho ·
Patras · 
Porto · 
Poznań · 
Rome (Sapienza) · 
Rouen · 
Tarragona · 
Triëst · 
Trondheim · 
Valencia · 
Valladolid